# Hysteretic Mode

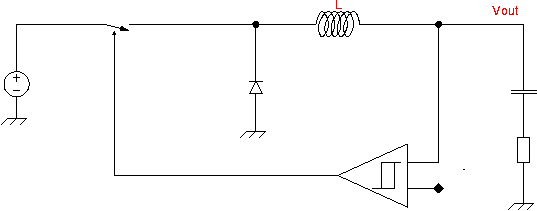
Schaltung eines Gleichstromstellers im Hysterese Mode

Der Hysterese Mode ist eine grundsätzliche Art, einen Gleichstromsteller zu regeln. Diese Regelung wird auch als Zweipunktregelung (englisch Bang–bang control) bezeichnet und ist die einfachste aller möglichen Regelungen und auch der Regelung eines Gleichstromstellers. Der Zweipunktregler achtet lediglich darauf, dass die Ausgangsspannung sich innerhalb der vorgegebenen Grenzen befindet und schaltet den Schalter entsprechend ein oder aus. 
Der Mittelwert der Eingangsspannung Vin erscheint durch Spule und Kondensator (L, C) am Ausgang. Im oberen Bild erkennt man, dass der Regler das Tastverhältnis so einstellen muss, dass der Mittelwert der gepulsten Eingangsspannung der gewünschten Ausgangsspannung entspricht. Das Filter 2. Ordnung, mit den Komponenten L und C, glättet die gepulste Eingangsspannung, sodass am Ausgang eine geglättete Dreiecksspannung erscheint.
Das Filter 2. Ordnung ist auch hier der Grund für das grundsätzlich instabile Verhalten dieses Aufbaus. Es kann dadurch vermieden werden, dass am Ausgang zusätzlich zur Kapazität ein Serienwiderstand vorhanden ist. Ist der Widerstand groß genug, tritt die integrale Wirkung der Kapazität in den Hintergrund und als verzögerndes Element verbleibt lediglich die Induktivität, so dass die Schaltung stabil ist.
Der Hystereseregler benötigt nur folgende Basiskomponente:
- einen Hysterese- oder Zweipunktregler
- einen Widerstand in Serie zum Ausgangskondensator

Dieser Regler arbeitet sowohl mit ununterbrochenem Stromfluss in der Spule (Continuous Current Mode, kurz CCM), als auch bei lückendem Strom (Discontinuous Current Mode, kurz DCM).
Dem Vorteil des einfachsten Aufbaus stehen folgende Nachteile gegenüber:
- Die Frequenz ist von der eingestellten Hysterese und vom Widerstand abhängig.
- Die Frequenz kann sich daher in einem sehr großen Bereich bewegen, was den Entwurf des häufig notwendigen Eingangsfilters sehr erschwert.